# Canuleius delicatulus
Canuleius delicatulus är en insektsart som beskrevs av Brancsik 1898. Canuleius delicatulus ingår i släktet Canuleius och familjen Heteronemiidae. Inga underarter finns listade.